# كنغر غربي رمادي
الكنغر الغربي الرمادي (الاسم العلمي: Macropus fuliginosus)، ويُسمى كذلك كنغر أسود الوجه، هو أحد أنواع الثدييات التي تقطن في الجزء الجنوبي الغربي من أستراليا وبالقرب من الساحل ونهر دارلينج، يصل وزن الكنغر الغربي الرمادي حوالي 54 كيلوجرام وهو أصغر قليلا من الأنواع الأخرى.